# Paramesacanthion marei
Paramesacanthion marei är en rundmaskart som beskrevs av Suzanne I. Warwick 1970. Paramesacanthion marei ingår i släktet Paramesacanthion och familjen Enoplidae. Inga underarter finns listade i Catalogue of Life.